# Pseudapis femoralis
Pseudapis femoralis is een vliesvleugelig insect uit de familie Halictidae. De wetenschappelijke naam van de soort is voor het eerst geldig gepubliceerd in 1773 door Pallas.